# Spathiporidae
Spathiporidae is een monotypische familie van mosdiertjes (Bryozoa) uit de orde van de Ctenostomatida.  De wetenschappelijke naam ervan is in 1978 voor het eerst geldig gepubliceerd door Pohowsky.

## Geslacht
- Spathipora Fischer, 1866